# Plaza Tres Pilares (Bilbao)
La Plaza Tres Pilares es una plaza del municipio de Bilbao, territorio histórico de Vizcaya, situada en los límites entre el barrio de Bilbao la Vieja y el barrio de San Francisco.

## Ubicación
La Plaza se encuentra en la intersección de las calles Miribilla, Bilbao La Vieja, Martzana y San Francisco. Pertenece al distrito de Ibaiondo, el distrito número 5 de Bilbao.

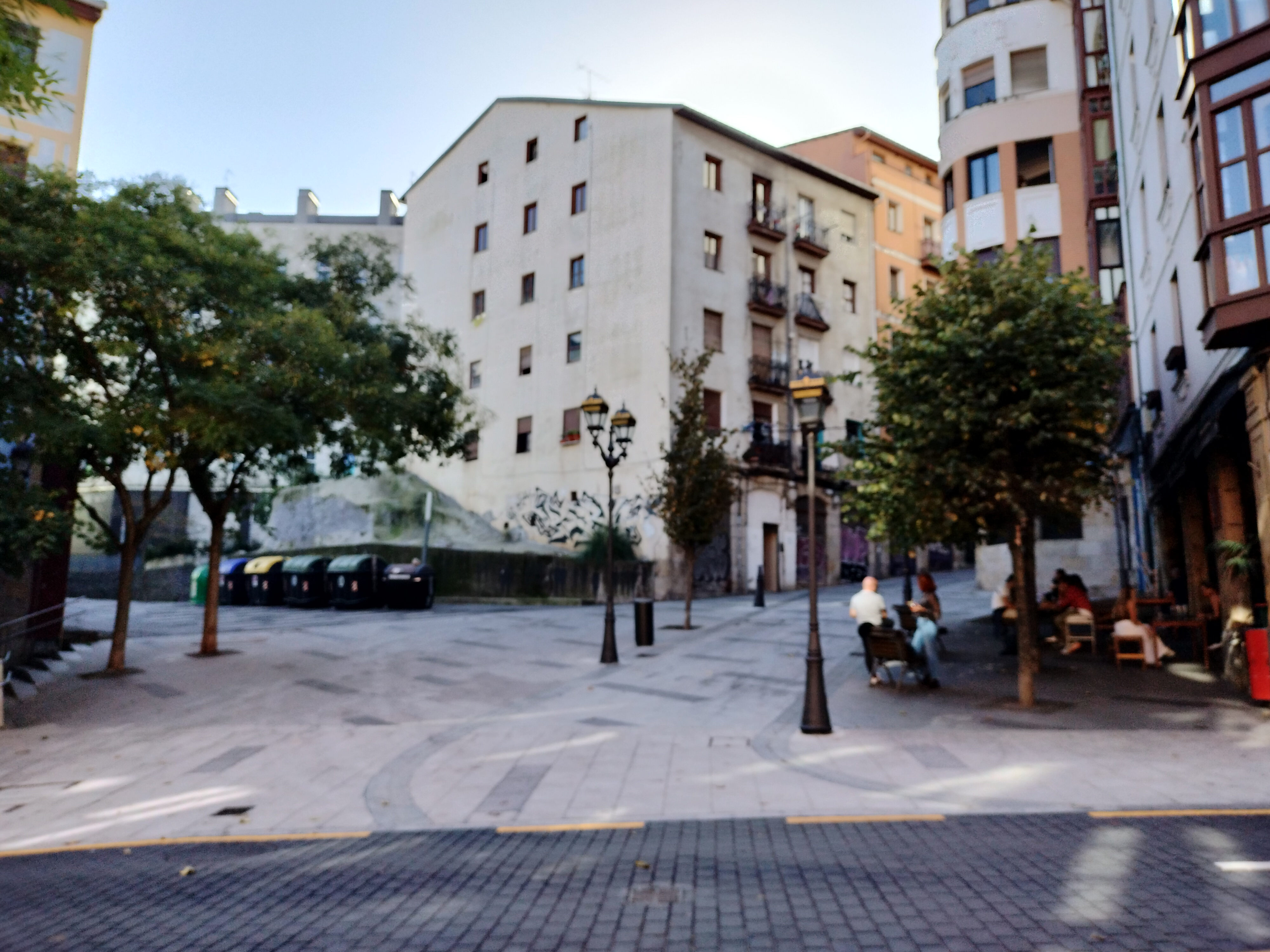
Plaza tras renovación de 2008

Su recorrido fue modificado por las obras de construcción del nuevo barrio de Miribilla, efectuadas en base al Plan Parcial de Miribilla, documento urbanístico donde se plasmaron las directrices del Plan General de Ordenación Urbana de Bilbao (PGOU) para esta zona concreta de la ciudad. Dicho plan consistió en la urbanización de los terrenos donde estuvo ubicada la mina San Luis. Tal y como se puede comprobar en los planos del Nomenclátor Municipal de 1997 y de 2007, la zona cambió de forma radical y como resultado la plaza pasó de tener 2 portales a tener 6 y, por decreto de Alcaldía del 26 de diciembre del 2000, discurrir por la que fue la entrada a la antigua mina San Luis hasta desembocar en la nueva calle Olano y terminar en la calle Cantarranas.
A la primera fase de intervención urbanística en Bilbao La Viejasiguió una segunda efectuada por SURBISA en 2008 en la que se intervino directamente en la plaza, con la renovación de saneamiento, electricidad y telecomunicaciones, incidiendo de forma especial en el diseño de los espacios libres, tras lo cual la plaza quedó con su actual configuración.

## Historia
La plaza de los Tres Pilares nació como resultado de un cruce de caminos sin nunca haber sido planificada como tal. Si esto fuera poco, el hecho de estar construida junto a las minas de Miribilla hizo que la improvisación urbanística derivada de las necesidades de construcción de viviendas para los jornaleros le afectara directamente. Documentos del año 1498 se refieren a la zona como lugar de la Atalaya,por encontrarse ahí una torre de defensa para el camino de Valmaseda que fue sede del Corregidor hasta el siglo XVII, lugar de reunión del Concejo y la Diputación,y donde sabemos que perduró una casa mesón con ese nombre. A partir de ahí las denominaciones cambian y se superponen como resultado de su situación fronteriza entre la villa de Bilbao y la Anteiglesia de Abando. Algunas fuentes atribuyen el origen de su nombre actual a la existencia en el lugar de tres mojones que señalaban el límite de Bilbao con la anteiglesia vecina. Teófilo Guiard Larrauri en su Historia de la Noble Villa de Bilbao de 1906 identifica el lugar con el nombre de las tres arteas,que en castellano se traduciría como de las tres encinas. Lo que si sabemos de forma segura es que en este lugar existió una construcción singular, con arcos y pilares, hasta finales del siglo XIX.
La denominación de este enclave ha sido históricamente confusa, siendo difícil distinguir en la documentación histórica los nombres populares de los nombres oficiales otorgados por los dos ayuntamientos diferentes a los que ha pertenecido:

### Tres Pilares
Con fecha de 1768 encontramos una primera referencia en la documentación municipal de Bilbao sobre la existencia de una denominada casa de los tres Pilares.Hay documentos de 1805 y coetáneos que se refieren al barrio de los Tres Pilareso a la zona de los Tres Pilares del barrio de Allende la Puente.

### Plazuela de La Verónica
En 1837 aparece referenciada la zona como la Plaza (también la encontramos denominada plazuela) de La Verónica en un documento de la Diputación Foral de Vizcaya. 

### Plazuela de San Antonio
1863. Según el plano de la zona elaborado en un proyecto encargado por la viuda de Máximo Aguirre, directora del almacén de lanas situado en Bilbao la Vieja, a Rodrigo de Orbegozo en abril de 1863, ya existe entonces un edificio denominado de los tres pilares, del cual reproduce un alzado básico en el cual se observan unas llamativas columnas y arcos. En dicho plano, la plaza es aun la plazuela de San Antonio y la calle Miribilla todavía se denomina San Antonio el Chiquito. La actual calle San Francisco es simplemente la carretera de Balmaseda y Martzana es solo un camino.Unos pocos años después, en 1868, en un documento del ayuntamiento de Abando encontramos la zona con la denominación de Plazuela de la Verónica.

### Plazuela de Don Diego López de Haro
En documentación del año 1872 se refieren a la Verónica como calle, a la vez que hacen referencia a la plazuela de San Antonio diciendo que su denominación actual era Plazuela de Don Diego López de Haro, que fue el último nombre otorgado a la plaza y a la actual calle Miribilla por el ayuntamiento de Abando.

### Plaza de los Tres Pilares
1876. Por fin, en la documentación oficial, aparece como la plaza de los Tres Pilares.Aun así, la plaza tarda mucho tiempo en aparecer como tal en el nomenclátor municipal de Bilbao. Lo hace en el de 1925-1926, pero como como barrio de los Tres Pilares, agrupándose en dicho barrio el callejón de Basanta, la calle Fuente y el arranque de la calle San Francisco. En el de 1940 aparece ya como plazuela, integrada esta vez en el barrio de Bilbao La Vieja.

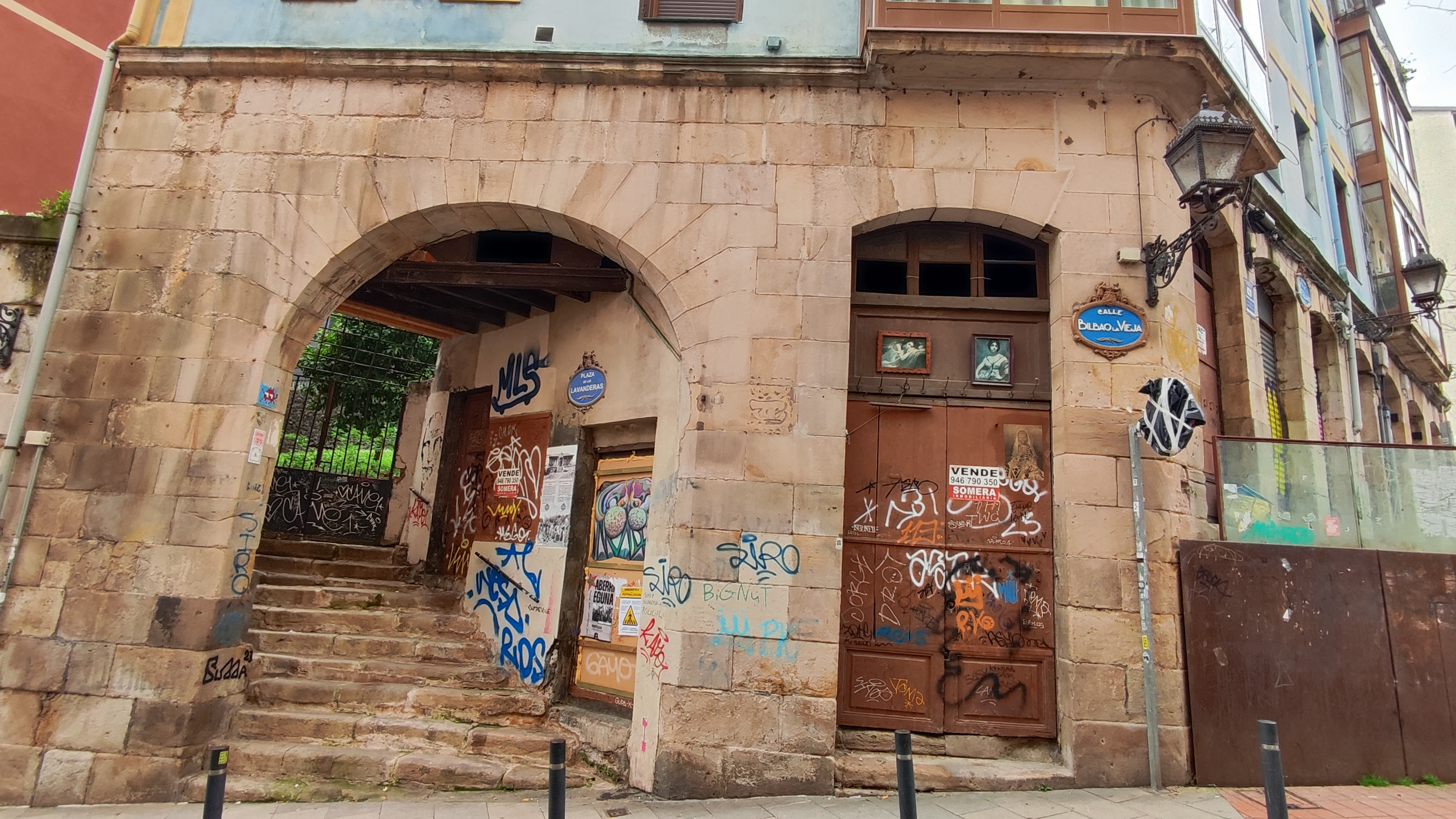
Entrada al antiguo lavadero

## Lavadero
En 1868, el municipio construyó el primer lavadero de carácter público de Bilbao, hecho que supuso un gran avance sanitario. Estuvo junto al puente viejo de San Antón, en el lugar donde después se construiría el nuevo puente, obligando a su derribo. En 1889 el arquitecto municipal Edesio Garamendi proyectó un lavadero que fue construido en los Tres Pilares.Con horario de apertura que iba desde las seis de la mañana (las cinco en verano) hasta las nueve de la noche, no estaba permitida en ellos la entrada de hombres ni de niños, convirtiendo de facto estos lugares en espacio solo de mujeres.Desaparecido el edificio, en noviembre de 2019 las lavanderas fueron objeto de un acto de homenaje popular en el emplazamiento del antiguo lavadero.

## Centro Obrero
El hacinamiento de la clase proletaria en los barrios de Bilbao La Vieja y San Francisco en el siglo XIX tuvo también su reflejo en la organización de la clase trabajadora en la zona. En el barrio de San Francisco surgió en 1886 la primera Agrupación Socialista del País Vasco y se constituyó el primer Centro Obrero, que tuvo su sede en la plaza de los Tres Pilares desde 1900.En el Centro tuvo su sede la redacción del semanario La Lucha de Clases del que fue director Tomás Meabe.

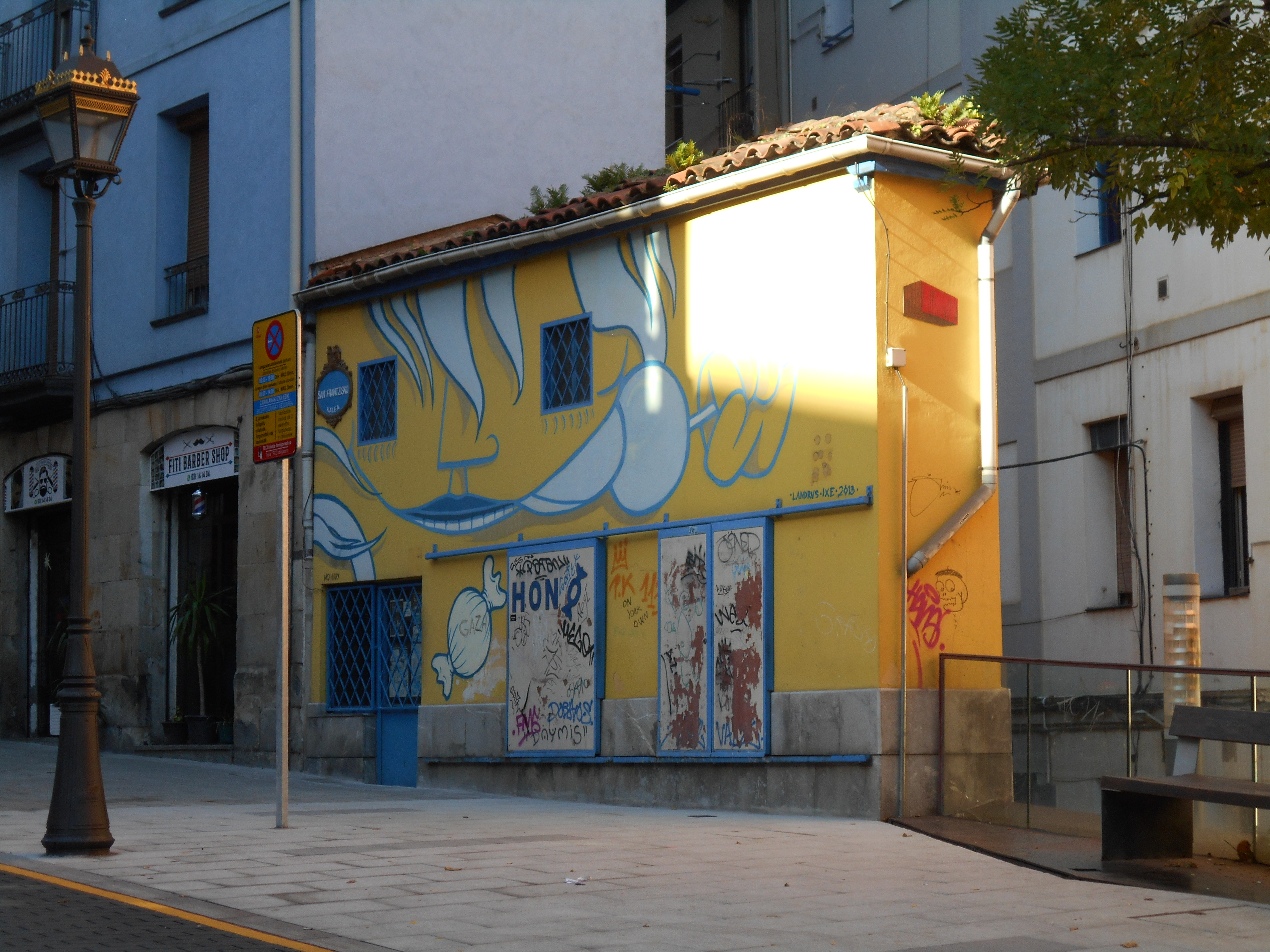
Tienda de Honorina

## Tienda de Hono
En el número 2 de la calle San Francisco que forma parte del espacio de la plaza Tres Pilares se encuentra uno de los edificios más pequeños de Bilbao, con dos plantas de altura, que hasta hace pocos años albergó una tienda de golosinas donde las hermanas Sáez tomaron el relevo a su madre Honorina, quien la regentó desde los años 60.